# Rue Gaston-Turpin
La rue Gaston-Turpin est une rue de Nantes, en France.

## Situation et accès
Située dans le quartier Malakoff - Saint-Donatien, cette artère qui relie la rue de Coulmiers à la rue Gambetta, est asphaltée et ouverte à la circulation automobile.

## Origine du nom
Elle rend hommage à Gaston Turpin, traceur à l'usine des Batignolles, militant communiste qui, entré dans la Résistance comme membre des Francs-tireurs et partisans, participa à plusieurs attentats contre l'occupant allemand et fut arrêté le 8 janvier 1943 parmi les 45 résistants inculpés au procès dit « des 42 ». Condamné à mort, il sera fusillé au champ de tir du Bêle le 13 février 1943.

## Historique
Par testament en date du 10 avril 1779, Guillaume Grou, important négociant et armateur nantais dont la fortune se constitua grâce à la traite négrière, légua aux Hospices de Nantes une somme de 200 000 francs destinée à l’établissement d’une maison pouvant recevoir les orphelins, dits « Enfants de police » jusqu’à l’âge de 10 ans avant que ces derniers ne soient reçus à l’Hôpital Général. Le Bureau accepta ce don pour les Hospices, tout en cherchant en vain à faire l’acquisition d’une maison pour fonder cet établissement.
Ils s’adressèrent à l’évêque de la ville, Mgr de Sarra qui déclara que la seule propriété qui put convenir à cette institution était « le bénéfice des Trois Pendus », situé en Saint-Donatien, près de la ferme de la Mitrie, situé au niveau de l'actuel no 63 de la rue. L’évêque consentit à supprimer ce bénéfice à condition que les Hospices versent une rente viagère de 500 livres à M. Douaud, chanoine de la Cathédrale de Nantes, qui en avait la jouissance. Ledit bénéfice fut mis à l’Hôtel-Dieu et les messes qu’il devait furent payées par ledit Hôpital.
Il commence à fonctionner en 1783, accueillant 145 enfants.
En juin 1784, le jardin de l'hospice est le point de départ de la première montgolfière nantaise, appelée Suffren, dans laquelle se trouve le lieutenant des maréchaux de France et futur Conventionnel Pierre Coustard de Massy.
Début juillet 1809, Élisa Mercœur est déposée par sa mère à la porte de l'hospice, avec l'indication de sa date de naissance (24 juin) ; elle la reprend trois ans après.
Il est fermé en 1815, les pensionnaires de l'hospice étant ramenés à l'Hôtel-Dieu.
Au no 15 de cette rue, fut fondée en 1828 la Maison de Saint-Joseph destinée à la mendicité, où sont admis les vieillards infirmes des deux sexes.
Le terrain et le bâtiment sont vendus en 1847 par la Ville de Nantes ; leur propriétaire en fait don en 1862 à l'hospice Saint-Joseph. Ces terrains sont actuellement occupés par des maisons de retraite.